# Insomniac Games
Insomniac Games, Inc. es una desarrolladora de videojuegos estadounidense con sede en Burbank, California, que forma parte de PlayStation Studios. Fue fundada en 1994 por Ted Price como Xtreme Software y renombrada Insomniac Games un año después. La compañía es conocida por desarrollar varias de las primeras mascotas de PlayStation, como Spyro el Dragón, Ratchet y Clank, así como la franquicia Resistance, Sunset Overdrive de 2014 y la serie Marvel's Spider-Man con Marvel Games. En 2019, el estudio fue adquirido por Sony Interactive Entertainment, pasando a formar parte de SIE Worldwide Studios (ahora conocida como PlayStation Studios).
Insomniac Games ha obtenido tres veces consecutivas el premio a la mejor empresa de videojuegos de Estados Unidos (Best companies of America 2005, 2006, 2007). Su presidente es Ted Price.

## Historia
Insomniac fue fundada en 1994 como una desarrolladora independiente de videojuegos. Su juego inicial, un FPS (videojuego de disparos en primera persona) llamado Disruptor para la PlayStation, fue lanzado el 20 de noviembre de 1996, y recibió críticas positivas pero fue un fracaso en ventas. Desde entonces, la compañía ha lanzado ocho partidos más en dos series (ambos creados por la empresa) para PlayStation, PlayStation 2 y PlayStation 3 ganando tanto éxito crítico y comercial. Después de que la compañía produjese los tres primeros juegos de Spyro the Dragon, Universal Interactive Studios, poseedores de la IP, se encargaron de Spyro mientras que Insomniac se trasladó a "Girl with a Stick" pero después abandonaron ese proyecto para desarrollar la que sería su más exitosa franquicia que es "Ratchet & Clank".
Brian Hastings sugirió que Ratchet & Clank fuera incluido junto con la PlayStation 2 para Japón, resultando en que después se convertiría en el primer videojuego occidental en Japón que llegara a la lista de los 100 mejores.
En 2006, Insomniac lanzó un nuevo shooter para PlayStation 3, su nombre provisional durante la producción fue I-8, pero más tarde fue rebautizado como Resistance: Fall of Man.
En 2011 el acuerdo de exclusividad con Sony había acabado, pero Insomniac anunció que, pese a ello, seguiría haciendo en el futuro nuevas IP en PlayStation, así como anunciaron que aún no pierden el interés en su franquicia estrella, Ratchet & Clank.
En 2019, Sony, por medio de la cuenta oficial de Twitter, revela que ha adquirido en su totalidad a Insomniac Games.

## Juegos
| Año  | Nombre                                       | Plataforma                                 |
| ---- | -------------------------------------------- | ------------------------------------------ |
| 1996 | Disruptor                                    | PlayStation                                |
| 1998 | Spyro the Dragon                             | PlayStation                                |
| 1999 | Spyro 2: Ripto's Rage/Glimmer Gate           | PlayStation                                |
| 2000 | Spyro 3: Year of the Dragon                  | PlayStation                                |
| 2002 | Ratchet & Clank                              | PlayStation 2                              |
| 2003 | Ratchet & Clank 2: Going Commando            | PlayStation 2                              |
| 2004 | Ratchet & Clank 3: Up your Arsenal           | PlayStation 2                              |
| 2005 | Ratchet: Deadlocked                          | PlayStation 2                              |
| 2006 | Resistance: Fall of Man                      | PlayStation 3                              |
| 2007 | Ratchet & Clank Future: Tools of Destruction | PlayStation 3                              |
| 2008 | Ratchet & Clank Future: Quest for Booty      | PlayStation 3                              |
| 2008 | Resistance 2                                 | PlayStation 3                              |
| 2009 | Ratchet & Clank Future: A Crack in Time      | PlayStation 3                              |
| 2011 | Resistance 3                                 | PlayStation 3                              |
| 2011 | Ratchet & Clank All 4 One                    | PlayStation 3                              |
| 2012 | The Ratchet & Clank Trilogy HD               | PlayStation 3, PlayStation Vita            |
| 2012 | Outernauts                                   | Facebook                                   |
| 2012 | Ratchet & Clank: Full Frontal Assault        | PlayStation 3, PlayStation Vita            |
| 2013 | Fuse                                         | PlayStation 3, Xbox 360                    |
| 2013 | Ratchet & Clank: Into the Nexus              | PlayStation 3                              |
| 2014 | Sunset Overdrive                             | Xbox One, Microsoft Windows                |
| 2016 | Ratchet & Clank                              | PlayStation 4                              |
| 2016 | Song of the Deep                             | PlayStation 4, Xbox One, Microsoft Windows |
| 2016 | Edge of Nowhere                              | Oculus Rift                                |
| 2018 | Spider-Man                                   | PlayStation 4, PlayStation 5, PC           |
| 2019 | Stormland                                    | Oculus Rift                                |
| 2020 | Spider-Man: Miles Morales                    | PlayStation 4, PlayStation 5, PC           |
| 2021 | Ratchet & Clank: Rift Apart                  | PlayStation 5, PC                          |
| 2023 | Spider-Man 2                                 | PlayStation 5, PC                          |
| TBA  | Marvel's Wolverine                           | PlayStation 5                              |

## Empresas asociadas

### Naughty Dog
Desde que Insomniac y Naughty Dog tuvieron sus sedes en el edificio de Universal Interactive Studios, ambas empresas han tenido una relación muy estrecha. El productor Mark Cerny trabajó (e influyó) en ambas empresas. Debido a esto, los juegos que han desarrollado son de estilos muy parecidos. Un ejemplo de ello es que en los 90 la serie Spyro the Dragon de Insomniac y la serie Crash Bandicoot de Naughty Dog compitieron en la consola PlayStation de Sony como juegos en tercera persona con detalles ficticios. Con el lanzamiento de PlayStation 2 Universal se quedó con Crash y Spyro, así que Naughty Dog crearía un nuevo juego llamado Jak and Daxter. Un año después, Insomniac crearía Ratchet & Clank, ambas teniendo 2 personajes como protagonistas y también estilos similares. Con el lanzamiento de PlayStation 3, los desarrolladores de ambas compañías cambiaron el enfoque estético, basándose en personajes de juegos de plataformas más realistas, los juegos de acción con temas para adultos: Uncharted de Naughty Dog y Resistance de Insomniac. Los protagonistas de ambos juegos se llaman "Nathan" (Nathan Drake en Uncharted y Nathan Hale en Resistance).

### High Impact Games
Es una empresa fundada por exempleados de Insomniac y Naughty Dog que comparte una estrecha relación con Ted Price. Este estudio desarrolló 2 juegos de Ratchet & Clank: Ratchet & Clank: Size Matters y Secret Agent Clank.